# タラオ・ヒイロ・アーキテクツ
有限会社タラオ・ヒイロ・アーキテクツは、多羅尾直子と日色真帆らが主宰する建築設計事務所。

## メンバー
- 多羅尾直子（たらお なおこ）
- 日色真帆（ひいろ まほ）